# 贾恩卡洛·布鲁萨蒂
贾恩卡洛·布鲁萨蒂（義大利語：Giancarlo Brusati，1910年3月6日—2001年6月30日），意大利前男子击剑运动员。他曾获得1936年夏季奥运会男子重剑团体金牌。1981年至1984年，他担任了国际击剑联合会主席。